# Barrage de Warragamba
Le barrage de Warragamba est un barrage en béton situé sur la Warragamba River en Nouvelle-Galles du Sud en Australie.
Sa construction a commencé en 1948, sa hauteur est de 142 m et sa longueur de 351 m. 
Le producteur de cinéma australien Byron Kennedy y est mort dans un accident d'hélicoptère en 1983.
La retenue d'eau créée par le barrage, le lac Burragorang (en), est la principale ressource d'alimentation en eau de la ville de Sydney.
En décembre 2019, le niveau d'eau est descendu à son point le plus bas depuis 15 ans.